# Oldenburgs voetbalkampioenschap 1917/18
In 1917/18 werd het vijfde Oldenburgs voetbalkampioenschap gespeeld, dat georganiseerd werd door de Noord-Duitse voetbalbond. Het is niet bekend of er tussen 1911 en 1917 kampioenschappen georganiseerd werden. De uitslagen daarvan zijn alleszins niet meer bekend. Er was geen verdere eindronde meer. 

## Eindstand
| Plaats | Club                         | Wed. | W | G | V | Saldo | Ptn  |
| ------ | ---------------------------- | ---- | - | - | - | ----- | ---- |
| 1.     | Marine SC Wilhelmshaven      | 6    | 5 | 1 | 0 | 26:8  | 11:1 |
| 2.     | FC Deutschland Wilhelmshaven | 6    | 2 | 3 | 1 | 11:10 | 7:5  |
| 3.     | SC Frisia 03 Wilhelmshaven   | 6    | 1 | 3 | 2 | 9:13  | 5:7  |
| 4.     | FC Komet Wilhelmshaven       | 6    | 0 | 1 | 5 | 6:21  | 1:11 |

|  | Kampioen |